# Hidrosiembra

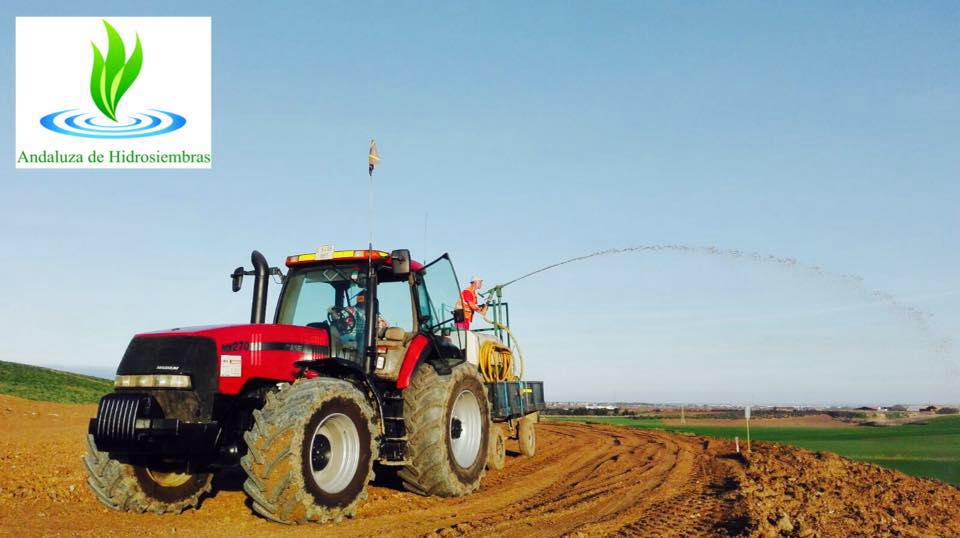
Hidrosiembra para restauración ambiental en terreno, tras obras

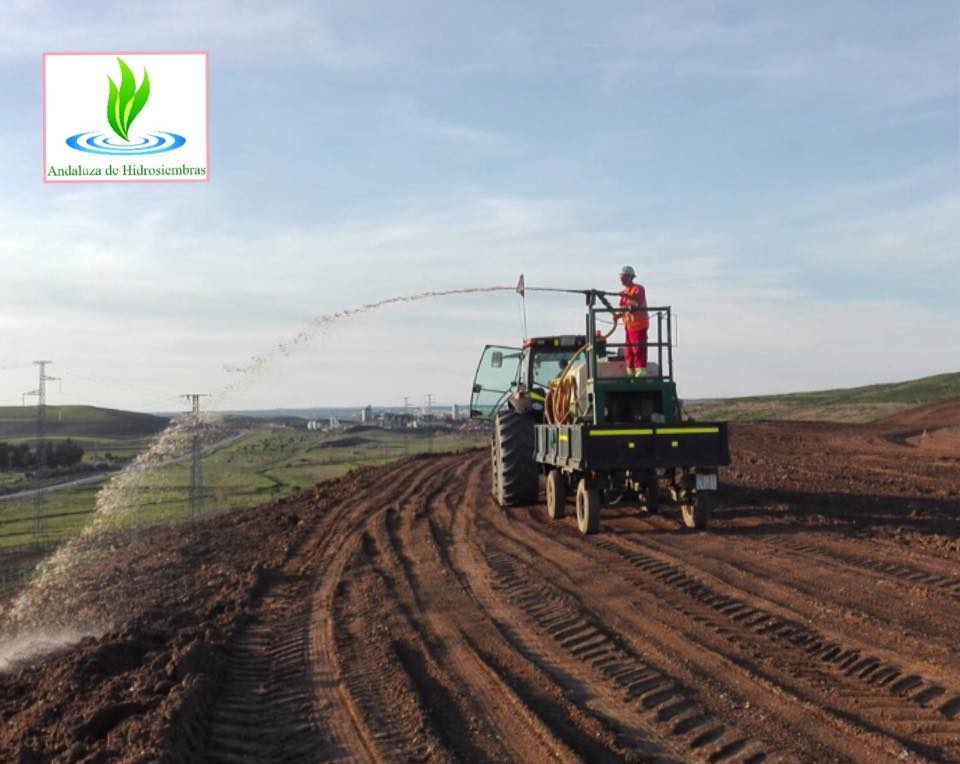
Hidrosiembra para restauración de terreno tras obras o movimientos de tierra

Hidrosiembra es una técnica utilizada en jardinería y restauración ambiental que consiste en la proyección de una mezcla de semillas y otros elementos sobre el terreno. Se usa esta técnica para conseguir una siembra más fácil y rápida y porque sus condiciones aseguran una mayor germinación y por consiguiente más posibilidades de revegetación del terreno.

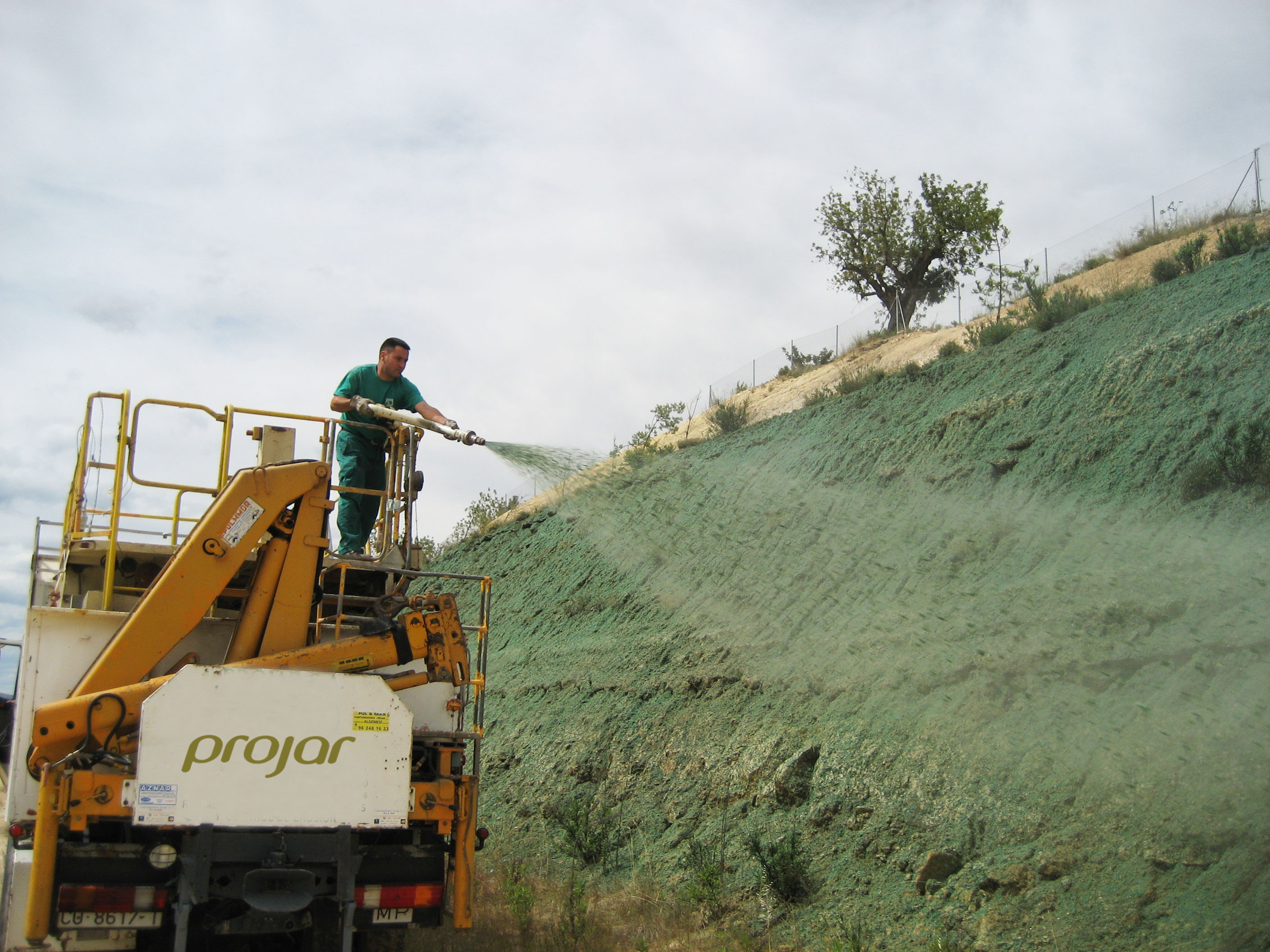
Técnica de hidrosiembra aplicada en talud para el control de la erosión.

## Descripción de la técnica
Esta técnica consiste en la proyección sobre el terreno de una mezcla acuosa de semillas, mantillo, fertilizantes y sustancias adherentes.
Es una técnica de fácil aplicación a gran escala porque se realiza con medios mecánicos especializados (hidrosembradora) dotados de equipos de bombeo. Se usa frecuentemente en jardinería y restauración de taludes, minas y canteras.

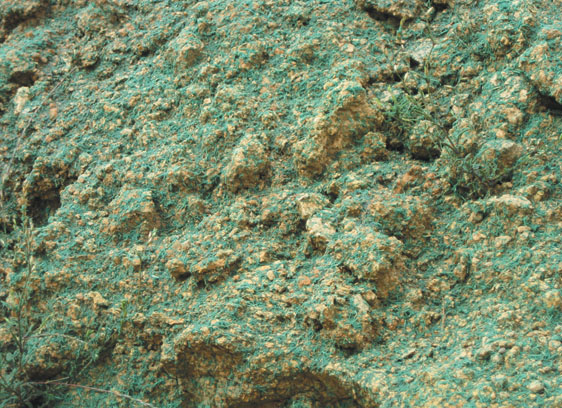
Detalle del terreno tras hidrosiembra.

## Ventajas de la hidrosiembra
- La vegetación se establece un 20-25 % más rápido que con cualquier otra alternativa mecánica o siembra manual.
- Las semillas y abonos se distribuyen uniformemente.
- El mulch asegura unas condiciones favorables para una rápida germinación.
- Se pueden alcanzar grandes alturas en taludes difícilmente asequibles.
- Ciertos tipos de mulch son capaces de aportar, por sí solos, protección temporal frente a la erosión (Hydromantas).

## Factores que hacen exitosa la hidrosiembra
- Especies vegetales empleadas y tasas de aplicación.
- Fecha de siembra.
- Condiciones climáticas locales.
- Pendiente y orientación del talud.
- Tipo de talud, características geotécnicas.
- Tipo de suelo que conforma el talud.

## Dónde y cuándo no está recomendada esta técnica.
- En zonas con precipitaciones muy bajas y variables con temperaturas extremas en verano.
- Si hay una fuente de semillas cerca del talud y los mecanismos de dispersión permiten la colonización natural del mismo a corto plazo.
- Si la tierra vegetal original está disponible y la pendiente del talud permite su extendido sin erosionarse antes de la germinación de semillas.
- Si la pendiente es mayor de 45°.
- Si es un desmonte con afloramientos rocosos de más del 50% de la superficie.